# GTF3C5
GTF3C5‏ (General transcription factor IIIC subunit 5) هوَ بروتين يُشَفر بواسطة جين GTF3C5 في الإنسان.

## التفاعل
لقد ثبت أن GTF3C5 يتفاعل مع GTF3C2 و GTF3C4.